# Simone Sereni
Simone Sereni (Montevarchi, 9 agosto 1968) è un ex calciatore italiano, di ruolo centrocampista.

## Carriera
Cresciuto nella Fiorentina, ha esordito in Serie A nella stagione 1987-1988, giocando le prime due partite da professionista in quel campionato.
Per la stagione 1988-1989 passa al Trento, con cui disputa 26 partite del campionato di Serie C1.
Tornato alla Fiorentina per la stagione 1989-1990, gioca altre 2 partite in massima serie prima di passare ad ottobre all'Alessandria, con cui vince il campionato di Serie C2.
Nel 2004 nasce il figlio Samuele che attualmente è capitano e difensore dell'Atletico Levane Leona, squadra dilettantistica della provincia di Arezzo.

## Palmarès

### Club

#### Competizioni nazionali
- Serie C2: 1

Alessandria: 1990-1991